# Thor : Légendes d'Asgard
Série Marvel Animated Features
Planète Hulk
(2010)
Pour plus de détails, voir Fiche technique et Distribution.
Thor : Légendes d'Asgard (Thor: Tales of Asgard) est un film d'animation américano-canadien réalisé par Sam Liu, sorti directement en vidéo en 2011.
Le film fait référence aux récits Tales of Asgard qui se trouvaient, dans les premiers comics de Thor, à la suite de l'histoire principale et qui racontaient la jeunesse de Thor et de Loki.

## Synopsis
Thor souhaite partir en mission avec son frère Loki afin de devenir un grand guerrier.

## Fiche technique
Sauf indication contraire, les informations mentionnées dans cette section peuvent être confirmées par les bases de données cinématographiques IMDb et Allociné,  présentes dans la section « Liens externes ».
- Titre original : Thor: Tales of Asgard
- Titre français : Thor : Légendes d'Asgard
- Réalisation : Sam Liu
- Scénario : Greg Johnson, d'après une histoire de Greg Johnson et Craig Kyle, d'après les personnages créés par Jack Kirby et Stan Lee
- Musique : Guy Michelmore
- Son : Mike Draghi, Diana Gage, Derek Seaborn, Derek Simpson, Laura Lopez
- Montage : George Rizkallah
- Production : Gary Hartle
  - Supervision de production : Craig Kyle
  - Production exécutive : Carrie Wassenaar
  - Production déléguée : Kevin Feige, Ken Katsumoto et Eric S. Rollman
  - Production associée : Joshua Fine
  - Coproduction déléguée : Stan Lee
- Animation : Kirk Tingblad, Geitta Chiba, Atsuhiko Hara, Shinji Matsuda, Ken'ichi Watanabe, Shin'ichi Yoshikawa
- Sociétés de production[1] : Marvel Studios et Marvel Animation, présenté par Lionsgate, en association avec MLG Productions 7
- Distribution : Lionsgate Home Entertainment (États-Unis - DVD / Blu-ray) ; Metropolitan Filmexport (France - DVD)
- Budget : n/a
- Pays de production :  États-Unis,  Canada
- Langue originale : anglais
- Format[2] : couleur - 1,85:1 (Panavision) (version Blu-ray) - son Dolby Digital
- Genres : animation, action, aventures, fantastique, science-fiction, super-héros
- Durée : 77 minutes (États-Unis) ; 81 minutes (France)
- Dates de sortie[3] :
  - États-Unis : 17 mai 2011 (sortie directement en vidéo)
  - France : 26 mai 2011 (sortie directement en vidéo)[4]
- Classification[5] :
  - États-Unis : non classé (Not Rated)
  - France : tous publics

## Distribution
- Matthew Wolf (V.F. : Axel Kiener) : Thor
- Rick Gomez (V.F. : Thomas Sagols) : Loki
- Christopher Britton (V.F. : Luc Bernard) : Odin
- Jay Brazeau (V.F. : Paul Borne) : Volstagg
- Paul Dobson : Hogun
- Ron Halder (V.F. : Bernard Alane) : Algrim

## Marvel Animated Features
Ce film s'inscrit dans la série Marvel Animated Features, composée de 8 huit vidéofilms produits par Lionsgate, Marvel Animation et MLG Productions 8,.
- 2006 : Ultimate Avengers (Ultimate Avengers: The Movie)
- 2006 : Ultimate Avengers 2 (Ultimate Avengers 2: Rise of the Panther)
- 2007 : The Invincible Iron Man
- 2007 : Docteur Strange (Doctor Strange: The Sorcerer Supreme)
- 2008 : Next Avengers: Heroes of Tomorrow
- 2009 : Hulk Vs
- 2010 : Planète Hulk (Planet Hulk)
- 2011 : Thor : Légendes d'Asgard (Thor: Tales of Asgard)